# Jaroslav Anděl (právník)
Jaroslav Anděl (30. března 1905, Dobřív – 8. července 2005, Praha) byl zámečník, elektrotechnik, politik a disident.

## Život
Vystudoval elektroinženýrství na ČVUT. Po druhé světové válce začal studovat práva na Univerzitě Karlově a roku 1950 získal doktorát. Ve dvaceti letech založil elektrotechnickou firmu, kterou vedl do svého zatčení komunisty. V roce 1955 s rodinou násilně vystěhován z rodinného domku (který režim potřeboval pro sovětského vojenského „poradce“). Po stížnosti na ministerstvu vnitra zatčen a devět měsíců vyšetřován, od roku 1957 vězněn (Pankrác, Bory, Leopoldov), propuštěn byl pak v lednu 1965. Pak pracoval jako elektromontér, ale brzy, jako elektroinženýr, vedl projektový ateliér.
Po srpnu 1968, v září, emigroval přes Vídeň do Švýcarska. Tam, v Curychu, Bernu a v Solothurnu, kde se usadil, pracoval jako právník. V roce 1970 založil, spolu s dalšími, Světové sdružení bývalých československých politických vězňů v exilu, jehož byl místopředsedou a předsedou. Dále spoluzaložil Spolek Masaryk a angažoval se ve Svazu spolků Čechů a Slováků ve Švýcarsku.
Jako angažovaný občan (ne-li politik) a odborník se aktivně zasazoval za vznik právního státu v polistopadovém Československu. Ostře kritizoval laxní, smířlivý, vstřícný přístup polistopadových představitelů k totalitnímu dědictví komunismu, zneužívání vlastenectví k nacionalismu a komunisty propagované dělení národa na občany a emigranty.
Publikoval řadu článků o problematice posttotalitních komunistických zemí a podmínkách vznikajícího práva v nich. V tomto smyslu také aktivně vystupoval na mezinárodním politické scéně.
Roku 1996 neúspěšně kandidoval do senátu na Praze 10 za Pravý Blok, v těchto volbách byl nejstarším kandidátem.
V roce 2003 za svou činnost a angažmá obdržel cenu WALD Press AWARD.
Spoluzaložil Svaz občanské sebeobrany a zastupoval restituenty před českými soudy. Podporoval nejrůznější strany a hnutí (jako Demokratická unie, Klub angažovaných nestraníků, Pravý Blok), kritizoval ale i „postkomunistické“ praktiky jejich představitelů (např. Aleny Hromádkové, Petra Cibulky).
Zemřel krátce po svých stých narozeninách v Praze.

## Citáty
- „Každý člověk se rodí s úkolem a svým způsobem života a jednáním ho naplňuje. Také já jsem dostal úkol. Jak jinak bych sám sobě mohl vysvětlit, že mi byl dán tak dlouhý a dramatický život?“
- „Dokud nebudou potrestány komunistické zločiny, nebude tato republika demokratickým státem.“

o svém angažmá za vznik právního systému v ČSR a stejná práva pro všechny její občany bez rozdílu:
- „Tím začal můj nový boj za právo a spravedlnost pro všechny lidí, postižené komunistickým násilím, bezprávím, terorem a právní zvůli.“
- „Mne k tomu vedl jedině pocit bezpráví. Já jsem doktor práv a ještě dávno předtím, než jsem se stal doktorem práv Karlovy univerzity, jsem se zastával práva a spravedlnosti pro všechny.“

### O Jaroslavu Andělovi
- „Advokát chudých“

Doktora Anděla jsem poprvé potkal na podzim 1994 na předvolebním shromáždění příznivců KAN a DEU v Nové Pace. Vystupoval tam jako představitel Demokratické Unie a se zanícením mluvil o skvělosti a šlechetnosti tehdejší předsedkyně DEU Aleny Hromádkové.
O rok později jej tato šlechetná dáma dala vyvést ochrankou ze zasedání sjezdu DEU. Doktor Anděl to nevzdal a poskytl skupině nespokojenců v DEU, kteří neuspěli ve svém boji s Hromádkovou o vnitrostranickou demokracii v DEU, peněžitou půjčku potřebnou pro založení a volební kampaň tehdy nové politické strany Pravý Blok.
Klub angažovaných nestraníků (KAN) se připojuje k těm, kdo doktoru Andělovi blahopřejí k jeho mimořádným narozeninám.
Pavel Holba, předseda ÚR Klub angažovaných nestraníků“ (zpravodaj KAN č. 76, květen 2005 )

## Publikace
- Jaroslav Anděl, Irena Jirků: Moje století, 2005, Wald Press, Praha, ISBN 80-903232-2-7 s doslovem autorova syna prof. MUDr. Michala Anděla
s knihou je distribuován filmový dokument Ivany Křenové o Jaroslavu Andělovi